# 4003 Schumann
4003 Schumann è un asteroide della fascia principale. Scoperto nel 1964, presenta un'orbita caratterizzata da un semiasse maggiore pari a 3,4241890 UA e da un'eccentricità di 0,0970054, inclinata di 5,01468° rispetto all'eclittica.
È dedicato al compositore tedesco Robert Schumann